# Anzin-Saint-Aubin
Anzin-Saint-Aubin ist eine französische Gemeinde mit 2.833 Einwohnern (Stand: 1. Januar 2022) im Département Pas-de-Calais in der Region Hauts-de-France. Sie gehört zum Arrondissement Arras und zum Kanton Arras-1. Die Einwohner werden Anzinois genannt.

## Geografie
Die Gemeinde Anzin-Saint-Aubin ist eine nördliche Vorstadt (banlieue) von Arras. Sie liegt an der Scarpe. Umgeben wird Anzin-Saint-Aubin von den Nachbargemeinden Neuville-Saint-Vaast im Norden, Sainte-Catherine im Osten, Arras im Süden, Duisans im Südwesten sowie Marœuil im Nordwesten. Durch die Gemeinde führt die Route nationale 25. 

## Geschichte
Die Ortschaft Anzin wurde erstmals um 866 als Anzinum erwähnt, während Saint-Aubin als Kirchort 1154 auftauchte. 1790 wurde die Gemeinde unter dem Namen Commune-des-Frères-Unis (deutsch: Gemeinde der vereinten Brüder) gebildet, die nach den Revolutionsjahren wieder den Namen ihrer beiden Ortschaften annahm. 

## Bevölkerungsentwicklung
| Jahr                       | 1962 | 1968 | 1975 | 1982 | 1990 | 1999 | 2011 | 2022 |
| -------------------------- | ---- | ---- | ---- | ---- | ---- | ---- | ---- | ---- |
| Einwohner                  | 950  | 1052 | 1278 | 1726 | 2543 | 2470 | 2651 | 2833 |
| Quellen: Cassini und INSEE |      |      |      |      |      |      |      |      |

## Sehenswürdigkeiten
- Kirche Sacré-Cœur
- Kirche Saint-Aubin
- Schloss aus dem 18. Jahrhundert, heutiges Rathaus
- Britischer Militärfriedhof
- Reste der mittelalterlichen Wassermühle

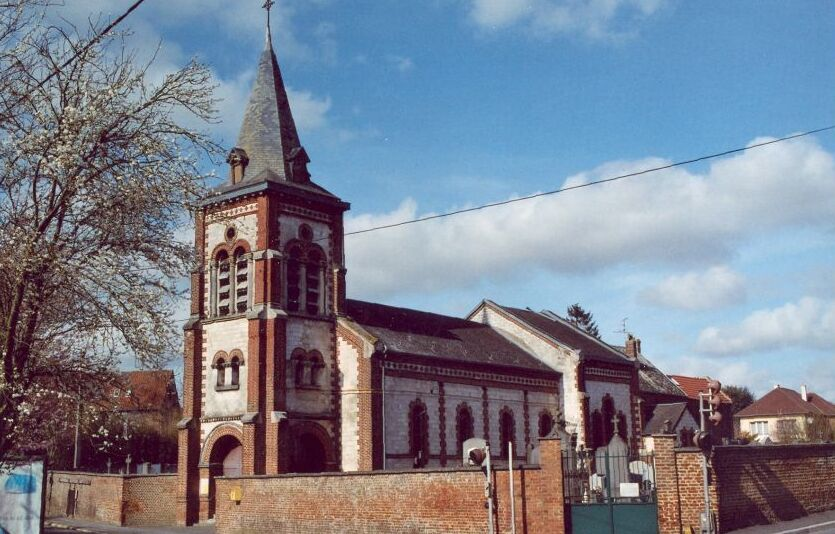
Kirche Sacré-Cœur
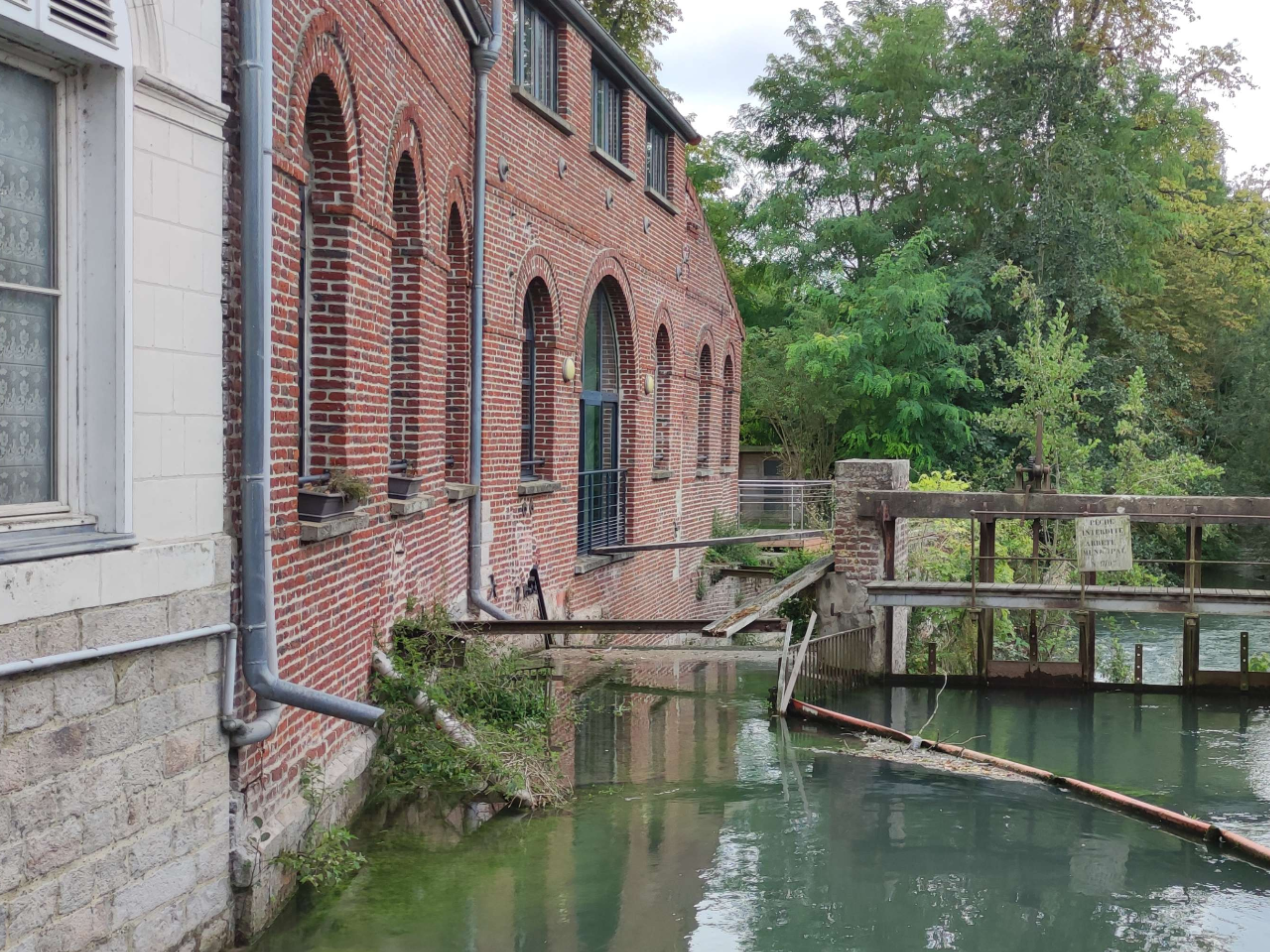
Wassermühle
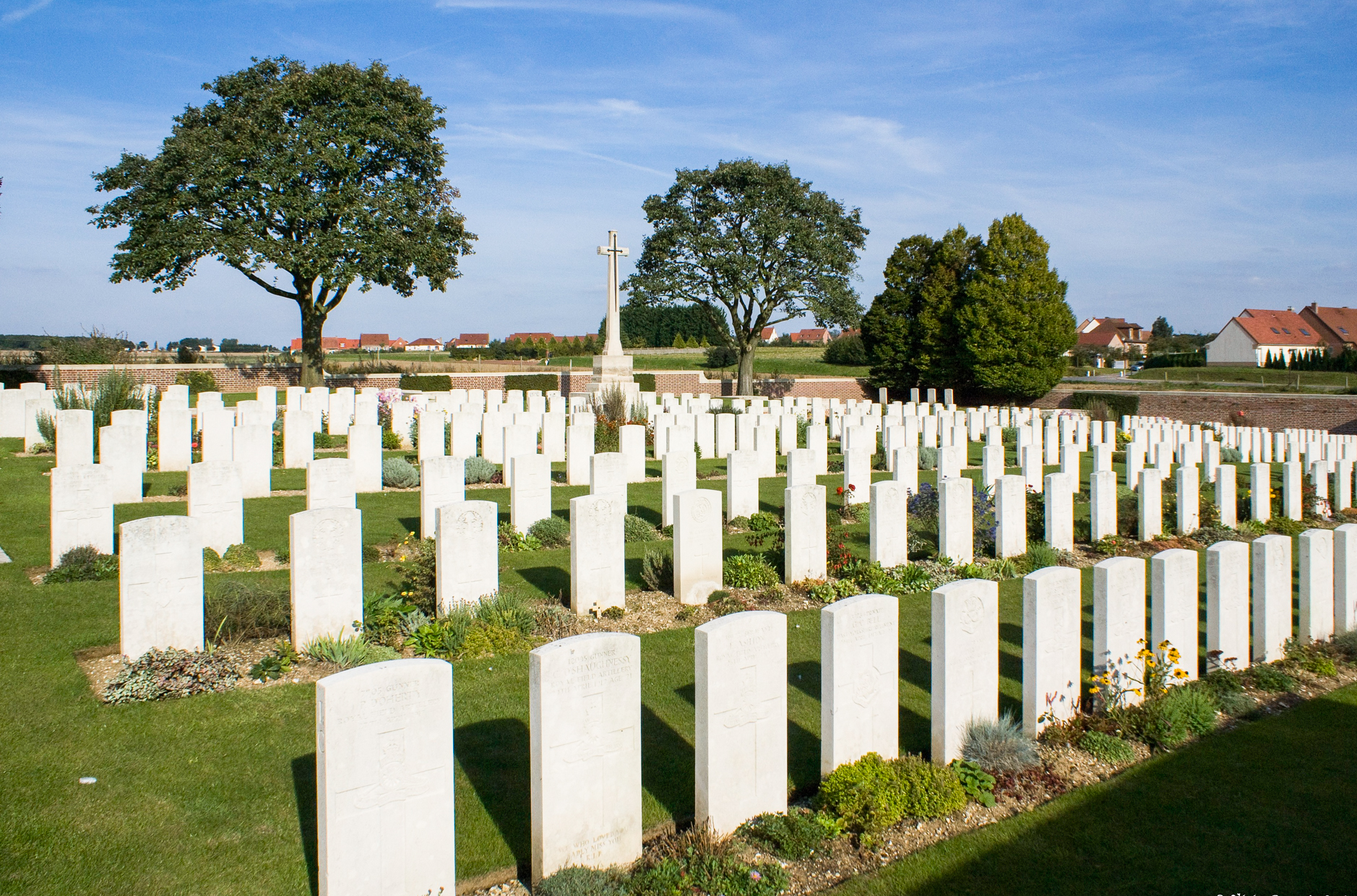
Soldatenfriedhof des Commonwealth

## Persönlichkeiten
- Maxime Colin (* 1991), Fußballspieler